# (72573) 2001 EE16
(72573) 2001 EE16 – planetoida z pasa głównego asteroid okrążająca Słońce w ciągu 5,53 lat w średniej odległości 3,13 j.a. Odkryta 15 marca 2001 roku.